# 森健心
森 健心（もり けんしん、2001年10月12日 - ）は、福岡県出身の、日本の柔道選手。階級は90kg級。身長177cm。組み手は左組み。血液型はB型。得意技は払釣込足。

## 経歴
柔道は3歳の時に尚武館で始めた。小学校5年の時に全国小学生学年別柔道大会の45kg超級で2位になったが、6年の時には50kg超級の初戦で敗れた。
松原中学3年の時に全国中学校柔道大会の90㎏級で優勝した。大牟田高校へ進むと、1年の時に全日本カデで3位、世界カデでは個人戦で2位、団体戦で3位となった。2年の時に全日本カデで優勝すると、金鷲旗では3位だった。全国高校選手権の個人戦では無差別で3位、団体戦では決勝で大牟田高校に敗れて2位だった。3年の時には金鷲旗の決勝で国士舘高校と対戦すると、大将戦で斉藤立に反則負けを喫して2位だった。インターハイの個人戦では優勝したが、団体戦では決勝で国士舘高校と対戦すると、代表戦で斉藤に大外刈で敗れてまたも2位にとどまった。
2020年に明治大学へ進学すると、1年の時に講道館杯で3位になった。2年の時には体重別団体で2位、全日本ジュニアでは3位だった。4年の時には優勝大会で3位、体重別団体で2位だった。講道館杯では決勝まで進むと、パーク24の田嶋剛希を技ありで破ってシニアの全国大会初優勝を飾った。グランプリ・オディベーラスでは3回戦でハンガリーのトート・クリスティアーンに反則負けを喫した。
2024年4月からはパーク24の所属となった。体重別では準決勝で国士舘大学1年の川端倖明に横四方固で敗れた。
IJF世界ランキングは112ポイント獲得で172位(24/6/9現在)。

## 戦績
- 2012年 -　全国小学生学年別柔道大会　2位(45kg超級)
- 2016年 -　全国中学校柔道大会　優勝
- 2017年 -　全日本カデ　3位
- 2017年 -　世界カデ　個人戦　2位　団体戦　3位
- 2018年 -　全日本カデ　優勝
- 2018年 -　金鷲旗　3位
- 2019年 -　全国高校選手権　個人戦　無差別　3位　団体戦　2位
- 2019年 -　金鷲旗　2位
- 2019年 -　インターハイ　個人戦　優勝　団体戦　2位
- 2019年 -　エクサンプロバンスジュニア国際　優勝
- 2020年 -　講道館杯　3位
- 2021年 -　全日本ジュニア　3位
- 2021年 -　体重別団体　2位
- 2023年 -　優勝大会　3位
- 2023年 -　体重別団体　2位
- 2023年 -　講道館杯　優勝
- 2024年 - 体重別 3位
- 2025年 - 実業団体2部 優勝

(出典、JudoInside.com)